# Can Riudarenes
Can Riudarenes és una casa de Palafolls (Maresme) protegida com a bé cultural d'interès local. És un edifici afrontat al carrer Major, de planta rectangular amb la coberta a una vessant i de dues plantes. Els baixos estan formats per quatre obertures consistents en dos accessos i dues finestres enreixades situades alternament. Pel que fa al primer, aquest segueix els mateixos quatre eixos d'obertura: presenta un balcó corregut que ocupa dos eixos d'obertures amb una finestra més petita a cada costat. És coronat per una balustrada ornamentada amb motius geomètrics i amb quatre cràteres.